# 安迪·霍姆斯
安迪·霍姆斯（英語：Andy Holmes，1959年10月15日—2010年10月24日），英国男子赛艇运动员。他曾代表英国参加1984年和1988年夏季奥林匹克运动会赛艇比赛，获得二枚金牌和一枚铜牌。